# Bartolomé García Correa
Bartolomé García Correa (Umán, Yucatán; 2 de abril de 1893 - Tecomán, Colima; 17 de diciembre de 1978) fue un maestro y político mexicano. Fue gobernador de Yucatán entre 1930 y 1934. Al ocupar este cargo se convirtió en el primer personaje de ascendencia maya preponderante en acceder al mando del poder público en Yucatán. También fue dos veces Senador de la República al ser electo en 1927 para la XXXIII Legislatura del Congreso de la Unión de México y al término de su mandato como gobernador, en 1934, para la XXXVI Legislatura.

## Desempeño público
Después de haber ejercido su carrera magisterial en Yucatán, se inició en la política organizando comités obreros en su pueblo en 1909, en la víspera del movimiento social que habría de iniciarse. Fundó un poco después la Unión Obrera Mutualista de Umán y se adhirió al Partido Antirreeleccionista, desde el que apoyó la candidatura al gobierno del estado de José María Pino Suárez, alineándose desde luego en las filas del maderismo.
Más tarde, en 1915, colaboró con el gobierno del general Salvador Alvarado actuando como comandante militar en Umán. Militó con Felipe Carrillo Puerto durante la integración y fundación del Partido Socialista del Sureste, afiliándose también a la corriente constitucionalista. Fue en esa época presidente municipal de Umán.
En 1917 fue elegido diputado local junto con Carrillo Puerto, y al año siguiente formó parte del Congreso Constituyente de 1918 que redactó la Constitución yucateca aún vigente, basada en la federal de 1917 que había sido recientemente promulgada. Durante esos años fue particularmente activo en tareas partidistas llegando a ser tesorero de la liga central del PSS.
En 1920, apoyó la rebelión de Agua Prieta que derrocó a Venustiano Carranza dándole el poder público en México al general Álvaro Obregón, de quien se volvió aliado a partir de entonces. Más tarde habría de apoyar al obregonismo en su propósito de establecer la continuidad política con Plutarco Elías Calles y se manifestó en contra de la rebelión delahuertista que buscó la postulación de Adolfo de la Huerta a la presidencia de la república. En Yucatán, fue una auto-denominada corriente delahuertista la que usurpó la gobernatura y asesinó a Felipe Carrillo —quien también apoyó a Calles—, cuando éste era gobernador del estado en enero de 1924. Durante ese período, García Correa que también fue perseguido junto con los demás socialistas, tuvo que esconderse en una hacienda henequenera en Hunucmá para evitar ser victimado.
Derrotado finalmente el delahuertismo en Yucatán y aplacados los rebeldes golpistas, García Correa se reincorpora a su tarea política y en 1926 fue nombrado presidente del Partido Socialista con el favor del entonces ya presidente Calles. Un año después García Correa fue elegido Senador de la República por primera vez logrando, en el ejercicio de su mandato en la capital de la república, consolidar su relación con el alto mando político del país. En ese contexto participó con Luis León, Aarón Sáenz, Basilio Vadillo, Manlio Fabio Altamirano, entre otros, y el propio Plutarco Elías Calles, en la conformación del Partido Nacional Revolucionario en 1929. Fue este partido el que lo postuló como candidato a gobernador de Yucatán, cargo al que accedió en 1930. No perdió, sin embargo, el vínculo con el PSS que ya en esa época parecía bastante debilitado en razón de las pugnas internas que se daban y de la cooptación que de él hizo el PNR con el corporativismo que ya se ejercía desde la capital de la república y el accionar del propio García Correa en Yucatán.

## Su mandato de gobierno de 1930 a 1934
De hecho, durante el gobierno de Bartolomé García se dio una crisis política en Yucatán cuando sobrevino la separación del Partido Socialista de varios miembros históricos del mismo, como Gualberto Carrillo Puerto, hermano de Felipe Carrillo, de César Alayola Barrera y de José Castillo Torre. Esta ruptura significó, más adelante, ya en el final de la gestión de García Correa, un enfrentamiento violento con las huestes de Opichén de Carrillo Puerto, enfrentamiento del que resultaron varios muertos por los que sería acusado y gravemente recriminado el gobernador, aunque sólo políticamente, haciéndosele viajar a la Ciudad de México a dar explicacones al Presidente Abelardo L. Rodríguez, sucesor de Pascual Ortiz Rubio, aún dentro del maximato callista.
También, durante el mandato de Bartolomé García, sobrevino un evento grave cuyas consecuencias le persiguieron aún más allá de su gestión. Un grupo de choque, bajo las instrucciones del gobernador, atacaron y destruyeron las instalaciones del Diario de Yucatán, dirigido por Carlos R. Menéndez. Durante más de un año es sacado de la circulación el periódico de Menéndez hasta que es reabierto en marzo de 1933 por presión de la prensa nacional y de una ejecutoria favorable de la Suprema Corte de Justicia de la Nación. Mientras tanto García Correa organizó y fundó el Diario del Sureste para hacer oposición al Diario de Yucatán, creando una prensa oficial que habría de sostenerse durante 70 años hasta el año 2005, en que es cerrado definitivamente.
Condujo un gobierno orientado a favorecer a la clase obrera, aunque muchos lo acusaron de populista. Fijó el salario mínimo regional. Favoreció la realización de diversos congresos obreros en Motul, Izamal y Mérida. Estableció ciertas veladas de indoctrinación política que se llamaron lunes rojos, en las que se analizaba el pensamiento socialista de Felipe Carrillo, y bajo sus órdenes se cambió el nombre del teatro de la Casa del Pueblo, donde ha estado históricamente la sede del Partido Socialista del Sureste: de llevar el nombre de Álvaro Torre Díaz que había sido su predecesor en el Gobierno de Yucatán, pasó a llamarse Felipe Carrillo Puerto, nombre que hasta la fecha lleva ese recinto.

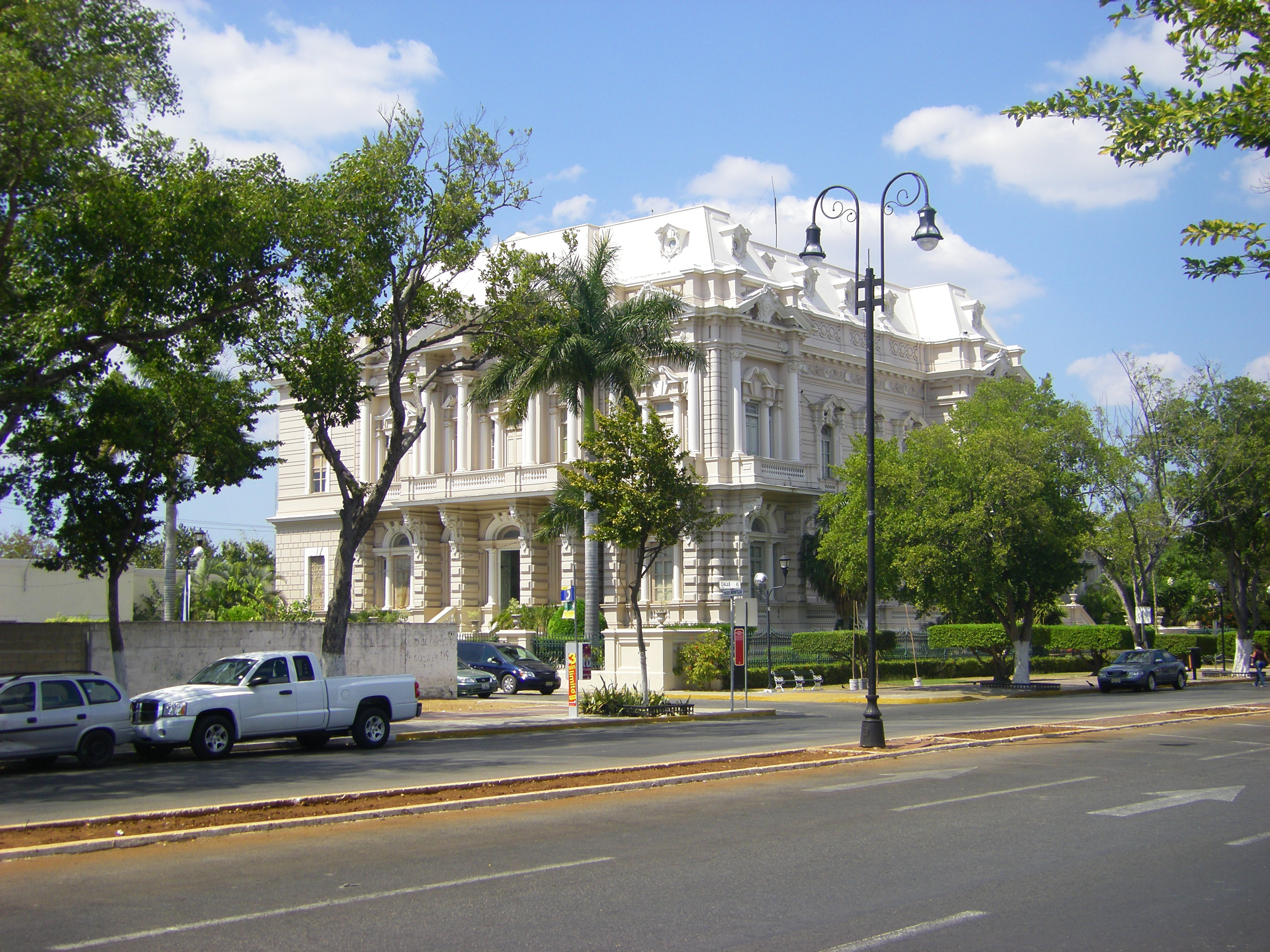
Palacio Cantón, actual Museo de Antropología en el Paseo de Montejo en Mérida

Bartolomé García Correa adquirió durante su gobierno, la mansión hasta hoy llamada Palacio Cantón, en el Paseo de Montejo de la Ciudad de Mérida, que había sido emblemática de la época del denominado oro verde y construida entre 1904 y 1911, en pleno auge de la industria henequenera, durante el Porfiriato, por quien fuera dos veces gobernador de Yucatán, el popular general Francisco Cantón Rosado. La venta al gobierno del estado la realizó el licenciado Francisco Cantón, hijo del propietario original, para salir del quebranto económico en que se encontraba la familia. La hermosa casona, después de haber sido durante un tiempo residencia de los gobernadores estatales, alberga en la actualidad al Museo de Antropología e Historia de Yucatán
Al término de su mandato de gobierno, Bartolomé García Correa regresó a la Ciudad de México para desempeñarse por segunda ocasión como Senador de la república hasta 1940, año en que se retiró a la vida privada para atender sus negocios en el poblado de Tecomán en el estado de Colima, donde murió a la edad de 85 años.